# Bamses Julerejse
Bamses Julerejse er en julekalender, der er sendt af DR fire gange, i 1996, 1999, 2005 og sidst i 2012 på Ramasjang.
De tre gode venner Bamse, Kylling og Ælling skal ud på en eventyrlig julerejse til julemandens land. Undervejs møder de julemandens søn, som for alt i verden ønsker julen spoleret. Det bliver til 24 afsnit om tre venner, der vil gøre alt for at aflevere julemandens gavepapir, gavebånd og hans sæk med Til-og-Fra-kort.
Vinterscenerne blev optaget i Espedalen i Norge.
Da julekalenderen første gang blev vist i 1996, blev hvert afsnit indledt og afsluttet af Børnenes Julekalender med Kamilla Bech Holten (født Gregersen). Kamilla passer i december en dyrehandel for Dyre-Ib, spillet af Jesper Klein, der skal ud og finde en kone til skildpadden Theodorakis. I løbet af december får hun besøg af forskellige gæster fra andre Børnetime programmer fra DR tilbage i 90'erne.
I 1999 blev hvert afsnit introduceret af doktor Pjuskebusk, spillet af Sebastian Klein, kendt fra DR's Naturpatruljen.
I 2005 var det Signe Lindkvist og Anders Lund Madsen der præsenterede hvert afsnit. Det var også her bamsen Bruno første gang blev vist på DR.

## Skuespillere
| Figur         | Skuespiller                             |
| ------------- | --------------------------------------- |
| Bamse         | Lars Bom                                |
| Kylling       | Brian Patterson; Mogens Tripsen Nielsen |
| Ælling        | Joan Bentsen                            |
| Aske          | Aske Bentzon                            |
| Luna          | Alberte Winding                         |
| Drille-nissen | Søren Hauch-Fausbøll                    |
| Julemanden    | Ulrik Cold                              |